# Saison 4 de Nurse Jackie
Chronologie
Saison 3 Saison 5
Cet article présente les dix épisodes de la quatrième saison de la série télévisée américaine Nurse Jackie.

## Synopsis
Infirmière au sein des urgences d'un hôpital new-yorkais assez difficile, Jackie a du mal à équilibrer sa vie professionnelle agitée et sa vie personnelle désastreuse. Obstinée et brillante, elle se bat pour affronter les pires cas des plus difficiles. Seulement pour pouvoir supporter physiquement tous ces tracas quotidiens, elle consomme plusieurs médicaments et est notamment dépendante au Vicodin.

## Distribution

### Acteurs principaux
- Edie Falco (V. F. : Anne Jolivet) : Jackie Peyton, infirmière
- Eve Best (V. F. : Marjorie Frantz) : Dr Eleanor O'Hara, meilleure amie
- Merritt Wever (V. F. : Catherine Desplaces) : Zoey Barkow, infirmière stagiaire de Jackie
- Paul Schulze (V. F. : Pierre-François Pistorio) : Eddie Walzer, pharmacien et amant de Jackie
- Peter Facinelli (V. F. : Sébastien Desjours) : Dr Fitch « Coop » Cooper, docteur en manque de reconnaissance
- Anna Deavere Smith (V. F. : Julie Carli) : Mme Gloria Akalitus, chef du personnel
- Dominic Fumusa (V. F. : Mathieu Buscatto) : Kevin Peyton, mari de Jackie

### Acteurs récurrents
- Ruby Jerins (en) (V. F. : Alice Orsat) : Grace Peyton, fille de 10 ans de Jackie
- Mackenzie Aladjem (V. F. : Jeanne Orsat) : Fiona Peyton, fille de 7 ans de Jackie
- Stephen Wallem (en) (V. F. : Jérôme Wiggins) : Thor, infirmier
- Arjun Gupta (V. F. : Sylvain Agaësse) : Sam, intérimaire
- Lenny Jacobson (V. F. : Fabrice Lelyon) : Lenny
- Bobby Cannavale (V. F. : Jean-Louis Faure) : Dr Mike Cruz[2]
- Jake Cannavale (V. F. : Juan Llorca) : Charlie Cruz
- Laura Silverman (en) (V. F. : Josy Bernard) : Laura

### Invités
- Billie Joe Armstrong : Jackie's Pickup[3] (épisode 1)
- Carmelo Anthony (V. F. : Namakan Koné) : Wayne[3] (épisodes 2 et 3)
- Margaret Colin : Trish (épisodes 2 et 3)
- Gbenga Akinnagbe (V. F. : Raphaël Cohen) : Kelly Slater (épisode 3)
- Rosie Perez : Jules[4] (épisode 4)
- Aida Turturro : Laura Vargas[5] (épisode 7)
- Joel Grey : Dick Bobbitt[5] (épisode 7)

## Liste des épisodes

### Épisode 1:Bienvenue en enfer
- États-Unis : 8 avril 2012 sur Showtime[6]
- France : 
  - 4 avril 2013 sur Canal+
  - 1er décembre 2013 sur Téva[7]

- États-Unis : 653 000 téléspectateurs[8] (première diffusion)

Beaucoup de changements à l’hôpital se sont passés, celui-ci a été racheté par une entreprise nommée Quantum Bay avec à sa tête Mike Cruz, O'Hara est enceinte d'un père inconnu et Jackie est séparée de Kevin et isolée de ses filles.
Jackie perd aussi l'estime d'Eddie et s'effondre à la suite de la mort d'un drogué qu'elle avait invité dans son appartement.

### Épisode 2:Ça va mieux?
- États-Unis : 15 avril 2012 sur Showtime
- France : 
  - 4 avril 2013 sur Canal+
  - 1er décembre 2013 sur Téva[9]

- États-Unis : 579 000 téléspectateurs[10] (première diffusion)

Jackie est en cure et a bien du mal à avouer les raisons de son addiction ainsi que de respecter les règles de l'institut.

### Épisode 3:Le changement, c'est maintenant
- États-Unis : 22 avril 2012 sur Showtime
- France : 
  - 11 avril 2013 sur Canal+
  - 1er décembre 2013 sur Téva

- États-Unis : 531 000 téléspectateurs[11] (première diffusion)

### Épisode 4:Alien et Predator
- États-Unis : 29 avril 2012 sur Showtime
- France : 
  - 11 avril 2013 sur Canal+
  - 1er décembre 2013 sur Téva

- États-Unis : 474 000 téléspectateurs[12] (première diffusion)

### Épisode 5:Plutôt se couper un bras
- États-Unis : 6 mai 2012 sur Showtime
- France : 
  - 18 avril 2013 sur Canal+
  - 8 décembre 2013 sur Téva

- États-Unis : 542 000 téléspectateurs[13] (première diffusion)

Jackie tente de s'expliquer au restaurant avec Kevin afin de tout mettre à plat, cependant celui-ci lui sort les papiers du divorce.

### Épisode 6:Interdit aux kimonos
- États-Unis : 13 mai 2012 sur Showtime
- France : 
  - 18 avril 2013 sur Canal+
  - 8 décembre 2013 sur Téva

- États-Unis : 497 000 téléspectateurs[14] (première diffusion)

### Épisode 7:Je ne suis pas une mauvaise fille
- États-Unis : 20 mai 2012 sur Showtime
- France : 
  - 25 avril 2013 sur Canal+
  - 8 décembre 2013 sur Téva

- États-Unis : 554 000 téléspectateurs[15] (première diffusion)

### Épisode 8:Douche écossaise
- États-Unis : 3 juin 2012 sur Showtime
- France : 
  - 25 avril 2013 sur Canal+
  - 15 décembre 2013 sur Téva

- États-Unis : 627 000 téléspectateurs[16] (première diffusion)

### Épisode 9:On dégomme pas la poule aux œufs d'or
- États-Unis : 10 juin 2012 sur Showtime
- France : 
  - 2 mai 2013 sur Canal+
  - 15 décembre 2013 sur Téva

- États-Unis : 602 000 téléspectateurs[17] (première diffusion)

### Épisode 10:À la mort, à la vie
- États-Unis : 17 juin 2012 sur Showtime
- France : 
  - 2 mai 2013 sur Canal+
  - 15 décembre 2013 sur Téva

- États-Unis : 535 000 téléspectateurs[18] (première diffusion)